# Zertifizierung
Als Zertifizierung (von lateinisch certus ‚bestimmt‘, ‚gewiss‘, ‚sicher‘ und facere ‚machen‘, ‚schaffen‘, ‚verfertigen‘) bezeichnet man ein Verfahren, mit dessen Hilfe die Einhaltung bestimmter Anforderungen nachgewiesen wird.
Zertifizierung ist ein Teilprozess der Konformitätsbewertung. Zertifizierungen werden von Zertifizierungsstellen wie z. B. DQS, TÜV oder DEKRA durchgeführt, die ein meist zeitlich befristetes Zertifikat vergeben. Eine erneute Zertifizierung wird als Rezertifizierung bezeichnet.
Zertifizierungsstellen können sich für ihre Dienstleistung akkreditieren lassen. Zertifizierungsstellen können auch die Funktion einer Benannten Stelle wahrnehmen.

## Anforderungsbereiche
Bereiche, in denen zertifizierbare Anforderungen definiert sind:
- Produkte, Dienstleistungen und ihre jeweiligen Herstellungsverfahren
- (natürliche) Personen
- Systeme

## Arten der Zertifizierung
- Zertifizierung der Ausbildung von Personen durch Personenzertifizierungen. Die Anforderungen für Zertifizierungsstellen, die Personen zertifizieren, sind in der Norm EN ISO/IEC 17024 („Konformitätsbewertung – Allgemeine Anforderungen an Stellen, die Personen zertifizieren“), welche auch als DIN-Norm vorliegt, geregelt.
- Nachweis von Ausbildungsstandards bei der Anerkennung von Ausbildungsinstituten, wie er beispielsweise durch Berufsverbände durchgeführt wird. (Bei nichtuniversitären Ausbildungen wird teils von „zertifizierten“ Ausbildungsinstituten, teils von „akkreditierten“ Ausbildungsinstituten gesprochen, wenn diese Personenzertifizierungen (siehe oben) oder Teile davon durchführen.)
- International anerkannter Nachweis der persönlichen Befähigung, zum Beispiel im Projektmanagement (PRINCE2, PMBOK Guide,  IPMA ICB).
- Zertifizierung von Managementsystemen für Qualitätsmanagement oder Umweltmanagement (zum Beispiel nach ISO 9001, ISO 14001). Nach Angaben der International Organization for Standardization (ISO) wurden bis Ende 2020 rund 1,3 Mio. Zertifikate basierend auf der Norm ISO 9001 und rund 570.000 Zertifikate basierend auf dem Regelwerk ISO 14001 international in über 150 Ländern erteilt.[1]
- Zertifizierung eines Managementsystems für Informationssicherheit nach ISO/IEC 27001.
- Zertifizierung von Produkten oder Dienstleistungen. Anforderungen an Zertifizierungsstellen, die Zertifizierungssysteme für Produkte oder Dienstleistungen betreiben, sind in EN ISO/IEC 17065 beschrieben.
- Zertifizierung der Herkunftsregion eines Produktes (DOC).
- Zertifizierung zum Nachweis der Einhaltung von Umwelt- und Sozialstandards, zum Beispiel bei der Zertifizierung von nachhaltig erzeugtem Holz (siehe FSC) oder von Produkten aus Entwicklungsländern, die bessere Konditionen für die dortigen Produzenten garantieren nach Fair-Trade-Kriterien.
- Zertifizierung zum Nachweis der Einhaltung von Anforderungen an den Arbeits- und Umweltschutz gem. OHSAS bzw. ISO 14001 oder EMAS-Verordnung, zum Beispiel SCC oder OHRIS.
- Zertifizierung zum Nachweis von Arbeitsbedingungen gemäß SA8000 und ähnlichen Regelwerken (Beispiele: Sedex und BSCI).
- In der Software-Industrie ist die Zertifizierung insbesondere im Hinblick auf die Computersicherheit wichtig:
  - Zertifizierung der Mitarbeiter zur Dokumentation von Fähigkeiten, Qualifikation und Kompetenz. Siehe dazu Liste der IT-Zertifikate.
  - Zertifizierung von Softwareprodukten in Hinblick auf Funktionalität und Qualität. Besonders wichtig sind hier der amerikanische TCSEC- und der Europäische Information-Technology-Security-Evaluation-Criteria-Standard sowie im Hinblick auf die internationale Anerkennung die Common Criteria (CC). In Deutschland erfolgt die Zertifizierung durch das BSI.
  - Zertifizierung der IT-Umgebung nach IT-Grundschutz. Um in einem Unternehmen einen solchen Prozess zu begleiten, werden vom BSI Grundschutz-Auditoren lizenziert. Diese sind autorisiert, Testate als Vorbereitung auf die Zertifizierung auszugeben. Die eigentliche Zertifizierung erfolgt durch das BSI.
  - Im Bereich Linux und freie Software ist ein wichtiges zertifizierendes Institut das kanadische LPI.
- Für die Zertifizierung von Managementsystemen in der Lebensmittelindustrie gibt es verschiedene Normen, angelehnt an die ISO 9001. Weit verbreitete Standards sind zum Beispiel ISO 22000, FSSC 22000, der International Featured Standard (IFS), die Anforderungen des British Retail Consortium in BRCGS und andere. Zunehmender Akzeptanz erfreut sich für Fische auch der MSC-Standard des Marine Stewardship Council.
- Managementsysteme der Packmittelhersteller, die Packmittel für den direkten Kontakt mit Lebensmitteln (Primärpackmittel) herstellen, sind oft nach den Normen ISO 22000, FSSC 22000, BRCGS zertifiziert.
- Zertifizierung von Altersvorsorgeprodukten, z. B. Riesterrente.
- Zertifizierung von Energiemanagementsystemen gemäß ISO 50001.
- Nachhaltigkeitszertifizierung von Biomasse und Biokraftstoffen.
- Unternehmenszertifizierung, z. B. für den Bereich Nachhaltigkeit. Hier werden Standards vom Standardgeber vorgeschrieben. In diesem Fall wird vom Standardgeber definiert, was Nachhaltigkeit im unternehmerischen Kontext bedeutet. Das gesamte Unternehmen (Management, Lieferketten, Produkte usw.) wird im Zertifizierungsprozess überprüft.
- Zertifizierung von digitalen Langzeitarchiven durch nestor oder dem CoreTrustSeal.
- Zertifizierung der Konformität qualifizierter elektronischer Signaturerstellungseinheiten mit den Anforderungen des Anhangs II EIDAS VO: Diese kann nach Art. 30 EIDAS VO durch eine private Zertifizierungsstelle bescheinigt werden, wenn durch die Bundesnetzagentur diese nach § 17 VDG benannt hat, nachdem die Deutsche Akkreditierungsstelle GmbH festgestellt hat, dass die private Stelle die erforderlichen Anforderungen erfüllt.
- Benannte Stellen erteilen Zertifikate zu erfolgreich nach EU-Richtlinie durchgeführten EU-Konformitätsbewertungsverfahren.

## Elektronische Zertifikate
Das von der Mozilla Foundation betriebene Projekt der Open Badges eröffnet Zertifikatsgebern die Möglichkeit der Herausgabe von digitalen Zertifikaten. Zertifikatsinhaber können solche Zertifikate über das Internet präsentieren.